# Nieheim
Nieheim är en stad i Kreis Höxter i det tyska förbundslandet Nordrhein-Westfalen. Nieheim, som omnämns som Nyhem i ett dokument från år 1036, har cirka 6 000 invånare.

## Administrativ indelning
Staden Nieheim har tio Ortsteile.
| Ortsteil     | Invånare | zentriert |
| ------------ | -------- | --------- |
| Entrup       | 358      | zentriert |
| Erwitzen     | 141      | zentriert |
| Eversen      | 485      | zentriert |
| Himmighausen | 461      | zentriert |
| Holzhausen   | 383      | zentriert |
| Merlsheim    | 324      | zentriert |
| Nieheim      | 3 132    | zentriert |
| Oeynhausen   | 497      | zentriert |
| Schönenberg  | 56       | zentriert |
| Sommersell   | 664      | zentriert |
| Sammanlagt   | 6 501    | zentriert |